# NeuroSky
NeuroSky（ニューロスカイ）は、脳波の測定装置やブレイン・マシン・インタフェース関連の機器を開発、生産するアメリカ合衆国サンノゼに本拠を構える企業。日本法人に株式会社ニューロスカイが東京に拠点を構えるが、現在は2025年４月に商号変更し株式会社Ｂｉｏ　Ｓｅａｒｃｈとして活動している。

## 概要
アメリカ合衆国サンノゼに本拠を構えるNeuroSky, Inc.は2004年に創業。株式会社ニューロスカイ（2025年４月に株式会社Ｂｉｏ　Ｓｅａｒｃｈへ商号変更し、ニューロスカイは廃止）を日本拠点として2012年から東京都中央区で活動を開始。主力製品であるMindwaveのような脳波計測装置やウェアラブルデバイス等を開発、生産するし販売する。

## 製品

### Mindwave Mobileシリーズ
同社の主力商品で脳波を検出、記録する。『iOS』対応機器や『Android』搭載のスマートフォンやデスクトップ・パソコンでも使用可能でヘッドセットを着用して前額部の脳波を測定して複雑なアルゴリズムで電子的な雑音を除去する事で「集中」、「瞑想」、「驚き」を検出する。以前は電源の周波数が50Hzと60Hz用がそれぞれあったが、近年ではソフトウェアで自動で識別し切り替えることが出来る。

### TGAM
脳波信号を収集する超小型チップから成るモジュールで取得した微弱な脳波信号からノイズ除去を行い、その信号を増幅しデジタル信号へ変換する信号処理技術及び脳波解析アルゴリズムを搭載した脳波センサーモジュール。

### LifeBeat
心電信号を腕先から取得して独自のアルゴリズムで「ストレスレベル」の見える化を実現した活動量計。

### BMD101
心電・心拍信号や脳波生データを取得出来る小型チップ。

### 脳波ネコミミ （necomimi）
2012年4月に、脳波で動く猫耳型のウェアラブル型アクセサリー「necomimi」が市販されている。脳波や心電・心拍などの生体信号を用いた株式会社ニューロスカイが製品を開発し、プロダクト/サービスのプロジェクトチーム「neurowear」とプロモーションを行い、多大な反響を得た。カチューシャに、脳波センサーとセンサーの信号に反応して動く猫耳が付いた製品で、着用者の脳波の種類に応じて動きが変わる
。